# Musikåret 1891

## Händelser

### November
- 30 november – Den sista föreställningen ges i det Gustavianska operahuset  i Stockholm, Sverige., innan det rivs och ett nytt operahus börjar byggas. [1]

## Födda
- 2 januari – Eric Engstam, svensk sångtextförfattare, vissångare och skådespelare.
- 16 januari – Charley Straight, amerikansk pianist, orkesterledare och kompositör.
- 13 februari – Alexander Kipnis, rysk operasångare (bas).
- 23 april – Sergej Prokofjev, rysk pianist och tonsättare.
- 21 maj – Maja Cassel, svensk skådespelare och operasångerska.
- 26 maj – Mamie Smith, amerikansk sångerska och skådespelerska
- 9 juni – Cole Porter, amerikansk låtskrivare och kompositör.
- 2 augusti – Arthur Bliss, engelsk tonsättare och dirigent.
- 17 augusti – Hugo Jacobson, svensk operettsångare och skådespelare.
- 1 oktober – Dagmar Ebbesen, svensk skådespelare och sångerska.

## Avlidna
- 8 januari – Fredrik Pacius, 81, finländsk tonsättare.
- 16 januari – Léo Delibes, 54, fransk tonsättare.

### Fotnoter
1. ↑  ”Sista kvällen i gamla operahuset”. http://minata.tripod.com/tea_gamlop.html. Läst 11 april 2011.